# ノース海峡 (カナダ)

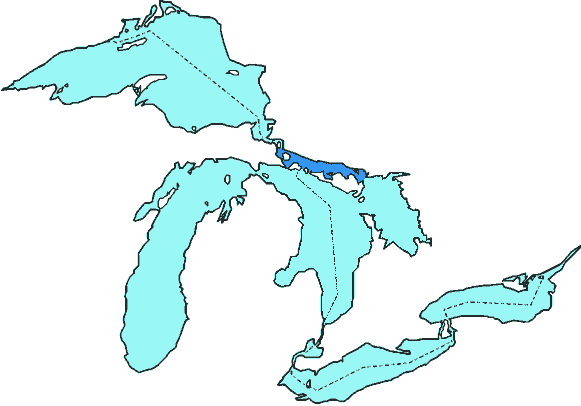
ノース海峡の位置

ノース海峡 (North Channel) はヒューロン湖北部のマニトゥーリン島、コックバーン島、ドラモンド島、セントジョゼフ島とアルゴマ地区およびサドバリー地区に囲まれた水域。米国ミシガン州ドラモンド島の周辺を除いて、大部分がカナダオンタリオ州にある。東はジョージア湾、西はセントマリー川に繋がる。最も広い場所で幅30km以上。ジョージア湾のほか、ドラモンド島とコックバーン島の間のファルスディツアー海峡 (False Detour Channel) や、コックバーン島とマニトゥーリン島の間のミシサギ海峡 (Mississagi Strait) でヒューロン湖本体と繋がる。
海峡にかかる橋として、マニトゥーリン島とゴート島との間のリトルカレント旋回橋 (Little Current Swing Bridge、北緯45度58分49秒 西経81度54分50秒 / 北緯45.98028度 西経81.91389度) がある。